# پارک ملی گاراخونای
پارک ملی گاراخونای (به اسپانیایی: Parque nacional de Garajonay) نام پارک ملی‌ای است که در مرکز و شمال جزیره لا گومرا در مجموعه جزایر قناری اسپانیا قرار دارد. پارک ملی گاراخونای در سال ۱۹۸۱ میلادی به عنوان پارک ملی و در سال ۱۹۸۶ در فهرست میراث جهانی یونسکو به ثبت رسید.

## نگارخانه

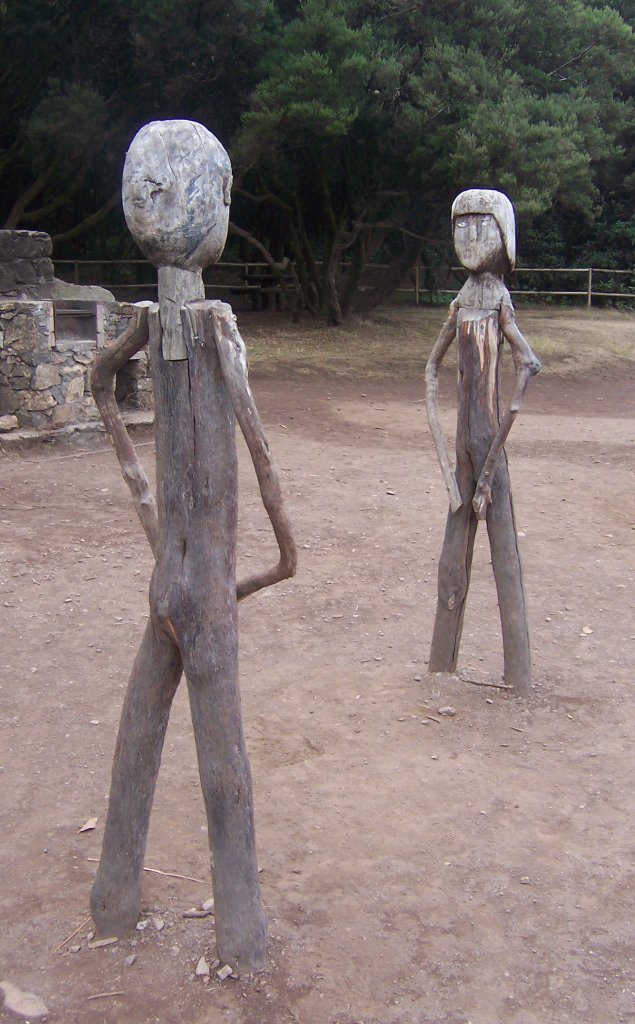
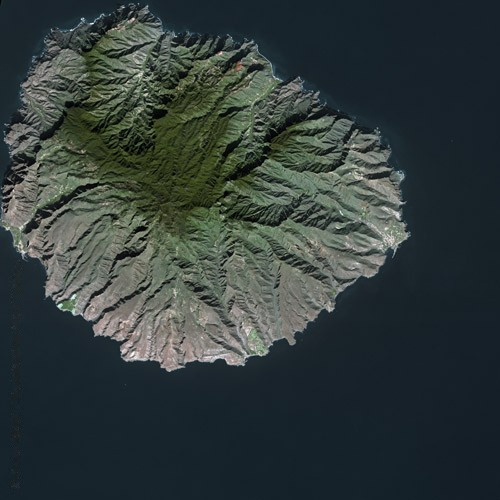
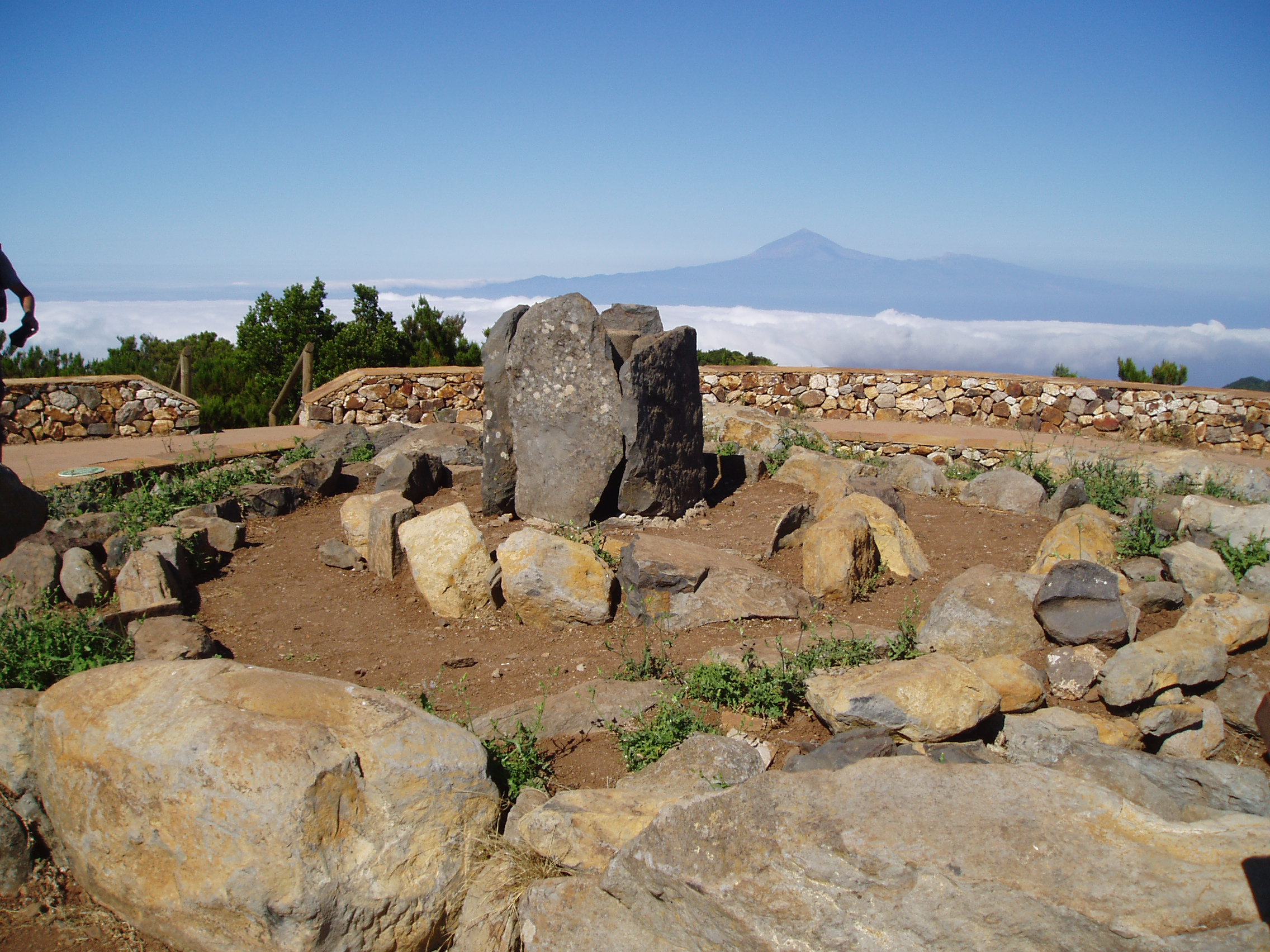
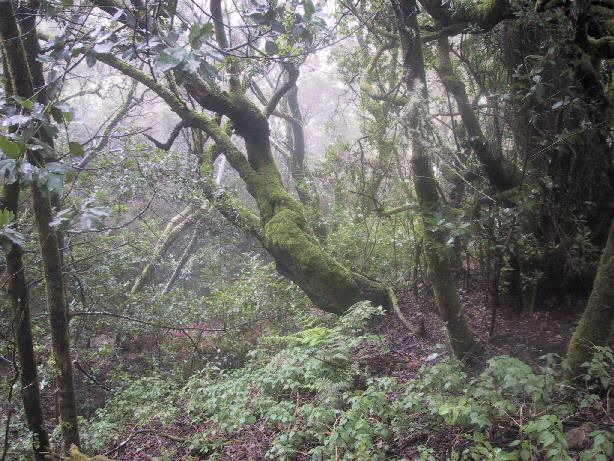